# Светов, Василий Прокофьевич
Васи́лий Проко́фьевич Све́тов (14 [25] апреля 1744, Санкт-Петербург, Российская империя — 1 [12] марта 1783, там же) — российский языковед, историк и переводчик Императорской академии наук. Был сотрудником журнала «Вечера».

## Биография
Василий Прокофьевич Светов родился 14 [25] апреля 1744 года в Санкт-Петербурге в семье капрала (затем каптенармуса) Астраханского полка Прокофия Григорьевича и Натальи Ивановны. 21 августа 1755 года был зачислен на казённое содержание в низший класс Академической гимназии. 26 августа 1764 года он был признан способным к слушанию профессорских лекций и произведён в студенты Академического университета.
По выбору А. Л. Шлёцера был отправлен за границу для довершения своего научного образования в Гёттинген. Предполагалось, что за границей Светов будет специализироваться в исторических науках, чтобы затем принять участие в работах Академии по русской истории. 18 мая 1765 года он получил собственноручную инструкцию Шлёцера, который должен был курировать его занятия в Гёттингенском университете, и 15 июня выехал из Петербурга.
Кроме курсов вспомогательных исторических дисциплин (геральдика, нумизматика, дипломатика, статистика) Светов во время учёбы прослушал курсы русской истории у X. Ф. Г. Вестфельда, политической истории у И. Ф. Муррая и цикл лекций по истории наук и искусств в Европе у Г. К. Гамбергера; он также помогал Шлёцеру в оформлении и переписке предисловия к изданию Несторовой летописи.
Материальные условия жизни Светова за рубежом были тяжёлые, об этом свидетельствуют его письмо, отправленное родителям: «Посылал бы к Вам я часто письма, но препятствует то, что денег много на почту должно платить, а чрез канцелярию таких писем пересылать не водится, да и невозможно… Больше трёх лет здесь не проживу».
В июле 1768 года Академическая канцелярия решила возвратить Светова в Россию. 19 октября, после трёх лет обучения в Гёттингенском университете, Светов прибыл в Петербург, был экзаменован академиком И. Э. Фишером, составившим похвальный отзыв о его подготовке, но вопреки ожиданиям и существовавшей практике не получил академической должности. Причиной этого, возможно, был разгоревшийся в 1769 году скандал между Шлёцером и Академией наук, обвинившей историка в похищении ценных документов; благожелательные отчёты Шлёцера о занятиях своего подопечного сыграли по этой причине совершенно противоположную роль.
Как явствует из составленного им через несколько лет прошения в Академическую комиссию, сразу по возвращении в Россию Светову было поручено производить разбор и переписывание «Несторова летописца Ипатьевского монастыря». Однако эта деятельность продолжалась недолго: 23 марта 1769 года Светов был переведён на унизительную для него должность учителя русского языка в младших классах Академической гимназии, в которой он оставался до самой смерти.
Благодаря близости с Г. В. Козицким, бывшим преподавателем гимназии, возглавлявшим Собрание, старающееся о переводе иностр. книг, 25 октября 1770 года Светов получил чин академического переводчика. Сразу после возвращения Светов начал работать по заказам этой субсидировавшейся Кабинетом е. и. в. издательской организации. Уже к марту 1770 года он завершил непосредственно с рукописи перевод ч. 1 составленного академиком И. М. Стриттером сб. «Известия византийских историков, объясняющие российскую историю…» (всего в переводе Светова вышли четыре части: 1770—1775); к маю 1771 года Светов вместе с А. Я. Поленовым подготовил, также с рукописи, перевод ч. 1 «Путешествия по России…» академика С. Г. Гмелина (1771). В 1770 году Светов издаёт извлечение из «Географии» А. Ф. Бюшинга «Османское государство в Европе…», приуроченное, согласно объяснению переводчика, к событиям русско-турецкой войны, «по нынешним времени обстоятельствам». В 1772 году перевёл «Германию» Тацита. В 1779 году перевёл «Начертание истории <…> европейских государств» Г. Ахенвалля.
Получив прекрасную подготовку в области русского языка у Ломоносва и Козицкого, «предводительством которых, — как пишет сам Светов, — он имел некогда счастие пользоваться», он сумел создать себе имя крупного лингвиста. Академик Я. К. Грот дал следующий отзыв об деятельности Светова: «…в его трудах обнаруживается редкое для того времени понимание законов языка, так что в истории русского слова и письма́ нельзя забыть Светова».
В единственной оригинальной работе по русской истории, статье «О российских предках…», Светов кратко формулирует основные проблемы ранней истории славян в рамках норманнской теории. Он придерживается точки зрения, что русский народ сложился в результате смешения разных племён, пришедших на чудские земли, где возникла Новгородская республика; крушение республики из-за внутренних раздоров завершилось призванием варяжских (северных) князей. Статья появилась в журнале херасковского кружка «Вечера» (1772) при письме к издателям от 12 марта 1772.
Светов принимал также участие в литературно-историческом журнале «Старина и новизна», издававшемся в 1772—1773 годах В. Г. Рубаном.
В 1782 году Светов был привлечён к работе по изданию учебников в Комиссии об учреждени народных училищ. В журнале Комиссии от 4 сентября 1782 года есть запись, что члены Комиссии избрали для сочинения российской грамматики «переводчика Василия Светова, класс Российский в Академической гимназии обучающего, как человека, в языке российском много упражняющегося и сведущего». Первая часть задуманного им труда состояла из «Таблиц о познании букв, о складах, о чтении и правописании», она была одобрена Комиссией и издана в приложении к руководству учителям в 1783 году на 32 страницах отдельной пагинации. Таблицы Светова получили одобрение Комиссии, и Светову была присуждена премия.
Но окончить предпринятый труд ему не удалось — 1 марта 1783 года он скончался. Смерть Светова заставила Комиссию передать начатую им работу А. А. Барсову.

### Сочинения В. П. Светова
- Светов В. П. О российских предках, о происхождении российского народа, о расселении славян и призвании варягов // Вечера : журнал. — СПб., 1772. — Т. 1. — С. 97—104. Архивировано 21 декабря 2024 года.
- Светов В. П. Опыт новаго российскаго правописания утвержденный на правилах российской грамматики, и на лучших примерах российских писателей. — СПб.: при Императорской Акадимии, 1773. — [6], 42 с.; 12°. Архивировано 16 декабря 2024 года.
- В. С. Некоторые общие примечания о языке российском // Академические известия : журнал. — СПб.: при Императорской Академии наук, 1779. — Сентябрь — декабрь (т. 3). — С. 77—91. Архивировано 4 августа 2024 года.
- Светов В. П. Опыт новаго российскаго правописания, утвержденный на правилах российской грамматики, и на лучших примерах российских писателей. — Вторым тиснением. — СПб.: при Императорской Акадимии, 1787. — 36 с.; 12°. Архивировано 16 декабря 2024 года.
- Светов В. П. Краткия правила ко изучению языка российскаго, с присовокуплением кратких правил российской поезии или науки писать стихи, собранныя из новейших писаний в пользу обучающагося юношества, Васильем Световым. — Москва: в типографии М. Пономарева, 1790. — I—VIII, 9—190 с.; 8°. Архивировано 16 декабря 2024 года.
- Светов В. П. Краткия правила ко изучению языка российскаго, с присовокуплением кратких правил российской поезии или науки писать стихи, собранныя из новейших писаний в пользу обучающагося юношества / Собранныя из новейших писаний в пользу обучающагося юношества, Васильем Световым. — 2-е изд. — СПб., 1795. — I—VIII, 9—190 с.; 8°. Архивировано 16 декабря 2024 года.

### Переводы
- Бюшинг, А. Ф. Османское государство в Европе и Республика Рагузская / Из Бишинговой географии переведены на российский язык Васильем Световым. — СПб.: при Императорской Академии наук, 1770. — [6], 216 с.; 8°. Архивировано 16 декабря 2024 года.
- Гмелин, С. Г. Ч. 1. Путешествие из Санктпетербурга до Черкаска, главнаго города донских козаков в 1768 и 1769 годах // Самуила Георга Гмелина, доктора врачебной науки, Имп. Академии наук, Лондонскаго, Гарлемскаго и Вольнаго экономическаго общества члена Путешествие по России для изследования трех царств естества. Переведено с немецкаго / Пер. А. Я. Поленов и В. П. Светов. — Собрание, старающееся о переводе иностранных книг. — СПб.: при Императорской Академии наук, 1771. — [8], 272, [1] c. 38 л. ил., 1 л. карт. — 600 экз.
- Тацит, К. О положениях, обычаях и народах древней Германии. Из сочинений Каия Корнилия Тацита / переведено с латинскаго Академии наук переводчиком Васильем Световым. — Собрание, старающееся о переводе иностранных книг. — СПб.: при Императорской Академии наук, 1772. — [9], 70 с.; 8°. — 600 экз. Архивировано 16 декабря 2024 года.
- Стриттер, И. М. Известия византийских историков : Объясняющия российскую историю древних времен и преселения народов / Собраны и хронологическим порядком расположены Иваном Штриттером. — СПб.: При Имп. Акад. наук, 1770—1775. — 8°.[21][22]
- Ахенвалль Г. Начертание истории нынешних знатнейших европейских государств, сочиненное Готтфридом Ахенваллом / перевел с немецкаго языка Академии наук переводчик Василий Светов. — Собрание, старающееся о переводе иностранных книг. — СПб.: при Императорской Академии наук, 1779. — [6], 344, [2] с.; 4°. — 600 экз. Архивировано 16 декабря 2024 года.